# جبل بيكو كريستوفال كولوم
بيكو كريستوفال كولوم هو أعلى جبل في كولومبيا، مع ارتفاع تقدر ب 5700 م. كما أنها خامس أكثر معلم بارز في العالم (انظر قائمة القمم من حيث الأهمية). أقرب قمة جبل أعلى من جبل بيكو كريستوفال كولوم هي كالامبي، التي تبعد عنها مسافة 1288 | كم. هناك القمة الثلجية الدائمة على هذه الذروة وعلى الجبال القريبة. إن جبل بيكو كريستوفال كولوم و بيكو سيمون بوليفار هما جزء من سلسلة جبال سييرا نيفادا دي سانتا مارتا. سميي الجبل بهذا الاسم نسبتاً لـِ كريستوفر كولومبوس.
بيكو كريستوفال كولوم و بيكو سيمون بوليفار هما أعلى قمتين في كولومبيا وهما مساويتين تقريبا في الارتفاع. فمن الممكن أن سيمون بوليفار بيكو أعلى قليلا من بيكو كريستوفال كولوم. إذا كان الأمر كذلك، فإن الصحيح هو أن بيكو سيمون بوليفار هو أعلى جبل في كولومبيا والخامس الأكثر شهرة في العالم.
أول مرة يتم فيها تسلق بيكو كريستوفال كولوم كانت من قبل وود، بيكرويل, و براوليني في عام 1939.